# Buthacus deserticus
Espèce
Buthacus deserticus est une espèce de scorpions de la famille des Buthidae.

## Distribution
Cette espèce est endémique de la wilaya de Ghardaïa en Algérie. Elle se rencontre vers Dhayet Bendhahoua, Mansoura et Beni Isguen.

## Description
La femelle holotype mesure 50,3 mm et le mâle paratype 52,4 mm, les femelles mesurent entre 44 mm et 50 mm et les mâles mesurent entre 47 mm et 52 mm.

## Systématique et taxinomie
Cette espèce a été décrite par Sadine, Souilem, Lourenço et Ythier en 2024.

## Étymologie
Son nom d'espèce lui a été donné en référence au lieu de sa découverte, le désert du Sahara algérien.

## Publication originale
- Sadine, Souilem, Chedad, Chebihi, Zebsa, Houhamdi, Lourenço & Ythier, 2024 : « A new species of Buthacus Birula, 1908 from the Algerian Saharan Desert (Scorpiones: Buthidae). » Faunitaxys, vol. 12, no 9, p. 1-9.